# Natezni preizkus
Natezni preizkus je temeljni mehanski preizkus. Z njim ugotavljamo trdnostne lastnosti kovin in zlitin, napetost tečenja (mejo plastičnosti), natezno trdnost in modul elastičnosti. Te številčne podatke lahko neposredno uporabimo pri trdnostnih izračunih različnih konstrukcijskih elementov. Preizkušance obremenimo z enoosno (natezno) napetostjo. Napetost med preizkusom počasi narašča, zaradi tega preizkus spada med kvazistatične preizkuse

## Preizkušanci
Za potrebe preizkusa uporabljamo sorazmerne preizkušance, ki so izdelani po določenih merah za S0 - prečni prerez, ter L0 - začetna merilna dolžina. Tako ločimo:
- Kratki preizkušanci:
L0=5,65√So
L0=5d0 ... velja le za preizkušance s krožnim prečnim prerezom
- Dolgi preizkušaneci:
L0=11,3√S0
L0=10d0 ... velja le za preizkušance s krožnim prečnim prerezom

Preizkušanci so predhodno obdelani, praviloma krogelnega ali pravokotnega prereza, ki imajo na celotnem srednjem stanjšanem delu (preizkusni dolžini Lc) konstanten prerez. Prerez v glavi je povečan, prehodi so izpeljani s primernim zaobljenjem. Pri preizkušancih pravokotnega prereza, kakršne izdelujemo za preizkušanje pločevin, sme biti razmerje širine proti debelini preizkušanca največ 4:1.
Neobdelane preizkušance za natezni preizkus uporabljamo pri preiskavi profilov, palic, žice, vrvi in cevi z manjšimi merami. Cevi, ki imajo manjši premer kot 30mm preizkušamo kot cevi, pri večjih premerih in debelinah stene pa iz nje izrežemo trakove in izdelamo sorazmerne preizkušance.

### Označbe dolžin in prerez preizkušanca
Natezne preizkuse upravljamo na posebnih trgalnih strojih, ki imajo predpisano enakomerno naraščajočo hitrost obremenjevanja preizkušancev. Ti stroji morajo omogočati opazovanje odvisnosti med obremenilno silo in raztegi, numerično oz. grafično. Starejši stroji registrirajo diagrame SILA - RAZTEG (F-ΔL), novejši stroji pa e podatke sproti preračunavajo v razmerje napetost - raztezek (σ-ε).
Pri kovinskih materialih dobimo dve značilni obliki diagramov:
- Diagram z izrazito mejo tečenja
- Diagram brez izrazite meje tečenja

Pri začetnem obremenjevanju se materiali raztezajo elastično, to pomeni, da po razbremenitvi razteg izgine, pri čemer je ta elastični raztezek premosorazmeren z napetostjo. V tem območju velja hookov zakon:
σ=ε·E
Mejno napetost, nad katero se začenjajo kovine plastično deformirati imenujemo napetost tečenja (nekdaj meja plastičnosti). Določamo jo z napetostjo, pri kateri po razbremenitvi ostane določen najmanjši delež trajnega raztezek. Za tehniško mejo elastičnosti je dogovorjena vrednost ε=0,01 % trajnega raztezka. V tehniki pa nas predvsem zanima prehod v področje makroplastičnosti. V diagramu brez izrazite napetosti tečenja ni jasnega prehoda, zato je bila dogovorjeno, da je pri ε=0,2 % trajne deformacije dogovorjena napetost tečenja R0,2.
Ob nadaljnji deformaciji v področje plastičnosti se kovine utrjujejo in je za nadaljnjo deformacijo potrebna večja obremenitev oz. napetost. Iz največje obremenitve, ki jo material zdrži, izračunamo natezno trdnost (Rm):
Rm=Fm/S0
Do največje obremenitve, se preizkušanci raztezajo enakomerno po vsej preizkusni dolžini. ko dosežemo največjo obremenitev, se krhke kovine in zlitine pretrgajo, žilave z dobrimi plastičnimi sposobnostmi, pa se nadalje raztegujejo, tako da se na enem mestu začno zoževati. Prav tako se tudi sila, ki je potrebna za deformacijo, zaradi vsakokratnega zmanjšanja prereza začne zmanjševati.
Potek raztezanja v odvisnosti od napetosti je za različne materiale različen in zanje značilen. Tako po obliki diagrama R-ε lahko razlikujemo materiale:
Žilavi materiali se po začetnem elastičnem (linearnem) raztezanju raztezajo do pretrga močno plastično in sicer zvezno s pojavom tečenja pri stalni napetosti (npr.: mehko jeklo).
Krhki materiali se po začetnem elastičnem raztezanju pretrgajo brez (pomembnega) plastičnega raztezanja (npr.: siva litina).
Plastični materiali se samo neznatno elastično raztezajo (npr.: svinec) ali pa skoraj neelastično.
- a ... trdo jeklo
- b ... mehko jeklo
- c ... siva litina (železova litina)
- d ... baker

Navadni natezni preizkus delamo, dokler preizkušanec ne poruši in pri tem določimo napetost tečenja, natezno trdnost ter raztezek in kontrakcijo preizkušanca ob porušitvi. Po pretrgu združimo pretrgana dela in s pomičnim merilom izmerimo končno merilno dolžino Lu in izračunamo razteznost ali raztezek ob pretrgu A:
A=(Lu-L0)/L0=ΔL0/L0
Na mestu pretrga, na preizkušancu s krožnim prečnim prerezom, najmanjši premer du, pri preizkušancu s pravokotnim prečnim prerezom pa najmanjši dolžini robu au in bu. Iz tega izračunamo kontrakcijo ali zoženost Z:
Z=(S0-Su)/Su
Su ... prerez preizkušanca pri porušitvi
S0 ... začetni prerez